# Суксу
Суксу́ — село в Высокогорском районе Республики Татарстан. Является административным центром Суксинского сельского поселения.

## География
Село расположено в верховье реки Саинка, в 30 км к северо-западу от железнодорожной станции «Высокая Гора».

## История

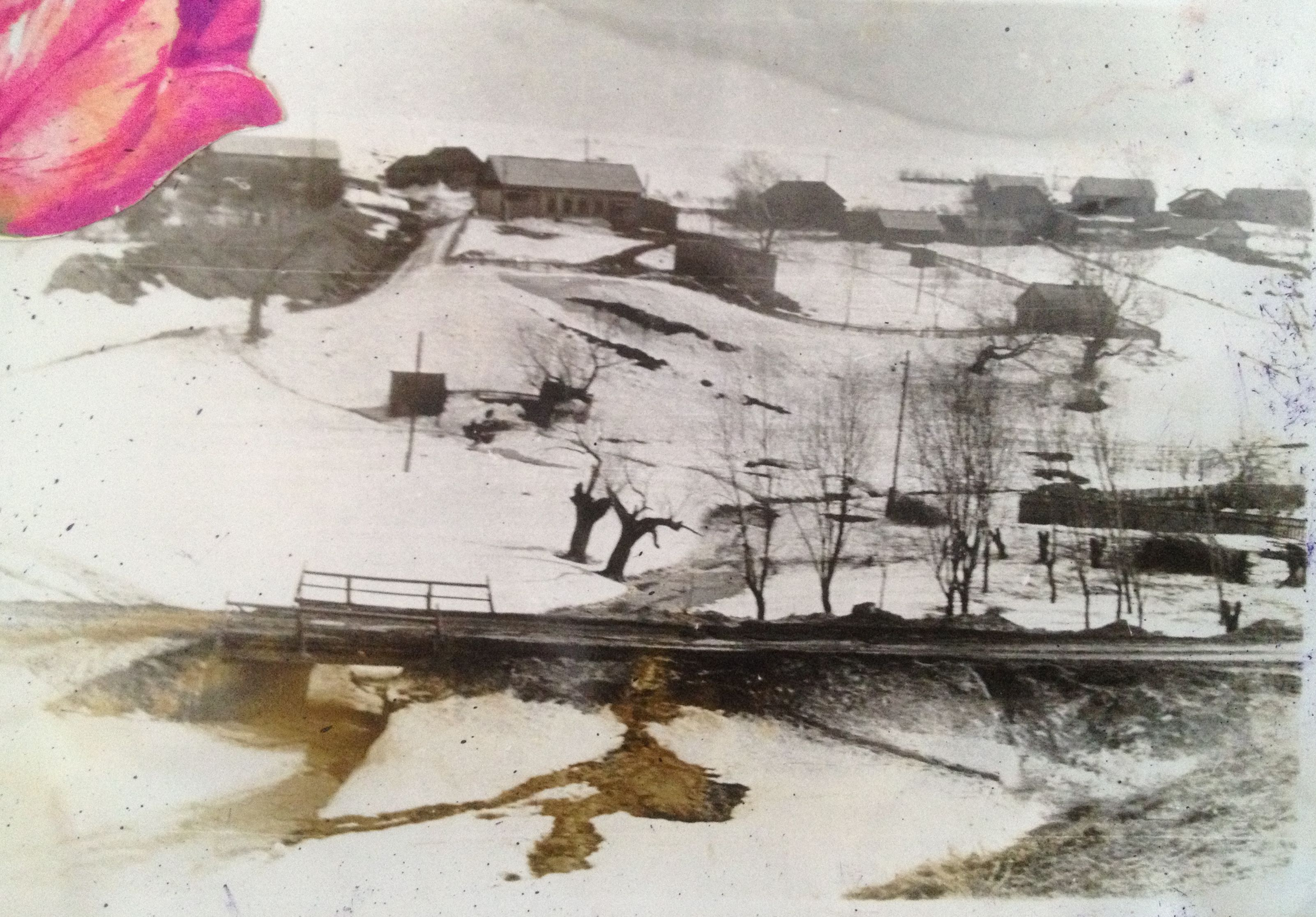
Мост через реку в Суксу, вид на родник, ранняя весна, снимок 1980-83 г.г.

Основано во второй половине XVII века. До 1930-х годов носило название Студёный Ключ.
В «Списке населенных мест по сведениям 1859 года», изданном в 1866 году, населённый пункт упомянут как казённая деревня Студеный Ключь (Сувак-су) 3-го стана Казанского уезда Казанской губернии. Располагалась при безымянном ключе, по левую сторону Уржумского торгового тракта, в 30 верстах от губернского города Казани и в 25 верстах от становой квартиры в казённой деревне Верхние Верески. В деревне в 104 дворах жили 842 человека (410 мужчин и 432 женщины). Была мечеть. Еженедельно в среду проводился базар.
До 1920 года село являлось центром Студёно-Ключинской волости Казанского уезда Казанской губернии. С 1920 года в составе Арского кантона Татарской АССР. С 10 августа 1930 года в Дубъязском, с 1 февраля 1963 года в Зеленодольском, с 12 января 1965 года в Высокогорском районах.

## Население
| 1782 | 1859 | 1897  | 1908  | 1920 | 1926  | 1938 |
| ---- | ---- | ----- | ----- | ---- | ----- | ---- |
| 180  | ↗808 | ↗1120 | ↗1216 | ↘967 | ↗1082 | ↘992 |
| 1949 | 1958 | 1970  | 1989  | 2002 | 2008  | 2010 |
| ↘533 | ↘403 | ↘376  | ↘273  | ↗293 | →293  | ↘289 |

## Экономика
Скотоводство.

## Социальная инфраструктура
Средняя школа, дом культуры, библиотека.

## Религиозные объекты
Мечеть.